# Ernst von Hammerstein-Loxten

Ernst Georg von Hammerstein-Loxten

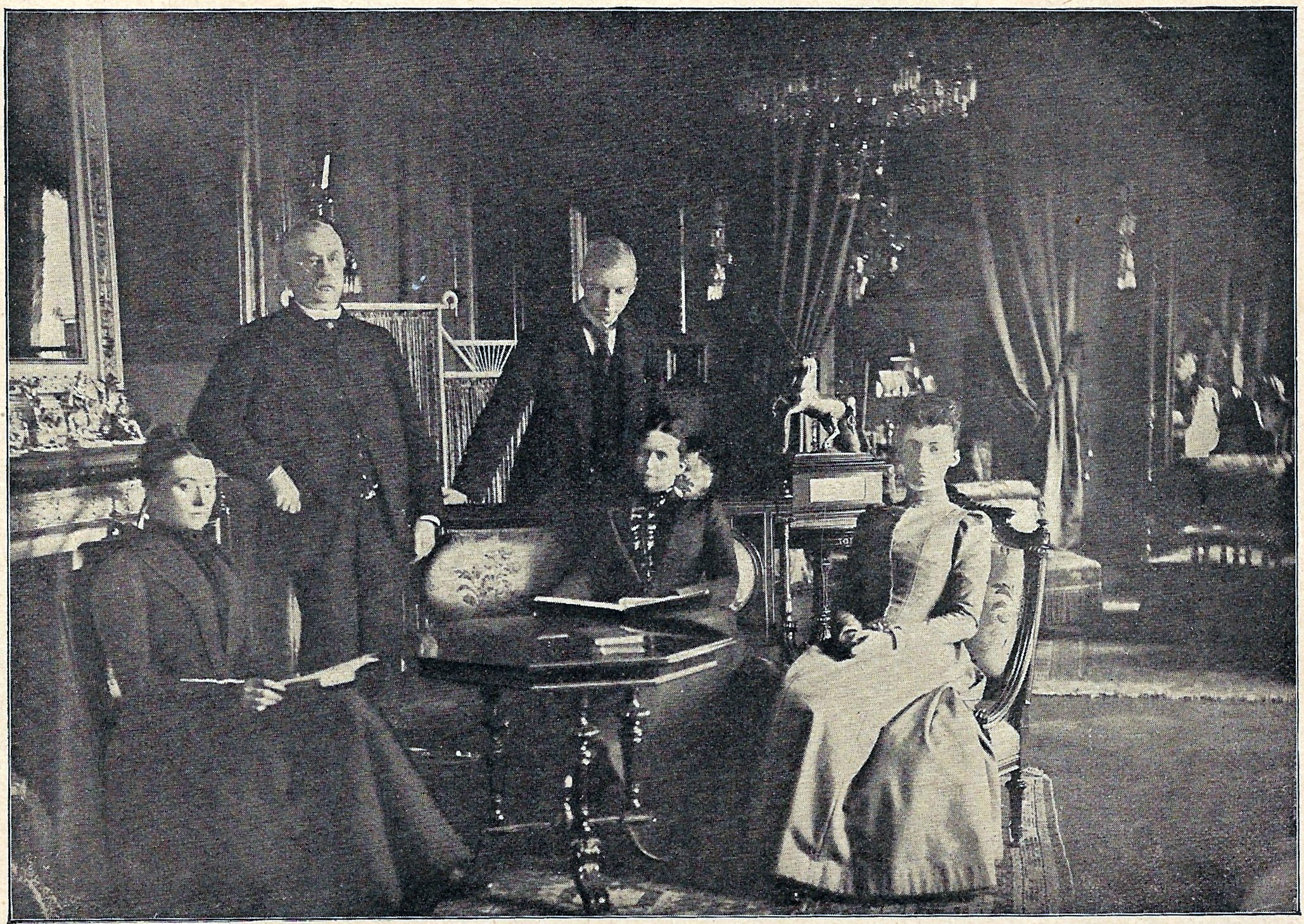
Freiherr von Hammerstein-Loxten und seine Kinder

Ernst Georg Freiherr von Hammerstein-Loxten (* 2. Oktober 1827 in Loxten im Artland; † 5. Juni 1914 ebenda) war ein deutscher Jurist und Politiker im Königreich Hannover. Nach Hannovers Annexion durch das Königreich Preußen war er von 1894 bis 1901 preußischer Landwirtschaftsminister.

## Leben

### Herkunft
Ernst Georg von Hammerstein-Loxten entstammte dem älteren Ast der Loxtener Linie derer von Hammerstein und war daher mit dem preußischen Innenminister Hans von Hammerstein-Loxten nur entfernt verwandt. Sein Vater war Hermann Friedrich Clamor von Hammerstein-Loxten (1801–1876), Gutsherr auf Loxten, Dieck und weiteren Besitzungen, unter anderem dem Burgmannshof Loxter Hof in Quakenbrück. Seine Mutter war  Dorothea von Rössing (1803–1847). Hammerstein-Loxten studierte Rechtswissenschaft an der Georg-August-Universität Göttingen und wurde 1849 im Corps Bremensia aktiv. Sein Bruder Ludwig (1839–1927) wurde preußischer General der Infanterie.

### Hannover
Nach den Examen war er zunächst an verschiedenen Gerichten. Er bestand 1862 die staatliche Verwaltungsprüfung und wurde Referent im Ministerium des Innern des Königreichs Hannover. Als Gutsherr war er auch Mitglied der Ständeversammlung des Königreichs Hannover. Obwohl Georg V. (Hannover) nach der preußischen Annexion Hannovers die Beamten des Landes von ihrem Eid entband, geriet Hammerstein-Loxten in einen Loyalitätskonflikt. Dass er sich an den Protesten des Adels beteiligte, hatte zur Folge, dass er von der preußischen Regierung zur Disposition gestellt wurde. Trotzdem saß er von Februar bis August 1867 im konstituierenden Reichstag des Norddeutschen Bundes, in dem er der Bundesstaatlich-konstitutionellen Vereinigung angehörte. Der Verfassung des Norddeutschen Bundes stimmte er nicht zu.
Allmählich begann sich Hammerstein-Loxten mit der Annexion abzufinden. Er war Mitglied Provinziallandtag der Provinz Hannover und zeitweise Vorsitzender des Provinzialausschusses. Hauptberuflich bewirtschaftete Hammerstein-Loxten seine Güter. Außerdem beteiligte er sich an der Interessenvertretungen der Landwirtschaft. Als Landwirtschaftsexperte gehörte er dem preußischen Staatsrat sowie dem Volkswirtschaftsrat an. Außerdem war er Mitglied der zentralen Moorkommission und Vorsitzender des Deutschen Landwirtschaftsrates.

### Preußen
1884 wurde Hammerstein-Loxten Landrat des Kreises Bersenbrück und 1889 Landesdirektor der Provinz Hannover. 1891 war er an den Ausgleichsversuchen von Wilhelm II. mit den Welfen beteiligt.
Unter Ministerpräsidenten und Reichskanzler Chlodwig zu Hohenlohe-Schillingsfürst übernahm der strikt konservativ eingestellte Hammerstein-Loxten 1894 als ausgewiesener Landwirtschaftsexperte das preußische Landwirtschaftsministerium. Er galt dabei als Vertrauensmann des agrarischen Großgrundbesitzes. Einen Konfrontationskurs gegen die nichtkonservativen Kräfte bis hin zum Staatsstreich, die Wilhelm II. zu dieser Zeit durchsetzen wollte, lehnte Hammerstein-Loxten allerdings ab. Auch zu Beginn der Ära von Bernhard von Bülow behielt Hammerstein-Loxten sein Ministeramt. Er war einer der führenden Protagonisten des agrarischen Protektionismus, auch wenn er sich damit nicht vollständig gegen von Bülow durchsetzen konnte. In seine Amtszeit fällt auch die Einführung der obligatorischen Fleischbeschau. Außerdem bemühte er sich um Meliorationen und Seuchenschutz.
Gegenüber der Sozialdemokratischen Partei Deutschlands unterstützte Hammerstein die Umsturzvorlage. Im Gegensatz zu den agrarischen Kanalrebellen unterstützte Hammerstein-Loxten den Bau des Mittellandkanals. Nachdem der Bau 1901 an der Landtagsmehrheit gescheitert war, trat Hammerstein-Loxten als Minister zurück.
Seine Grabstätte befindet sich auf dem Familienfriedhof in Loxten.

### Familie
Ernst Georg von Hammerstein-Loxten heiratete im Jahr 1868 in Ariendorf/Rhein Agnes von Lorch (1842–1938). Das Paar hatte 2 Söhne und 4 Töchter, darunter:
- Gertrud Agnes Bertha Dorothea Charlotte (* 10. Oktober 1869) ⚭ 1899 Friedemann von Münchhausen (* 5. Juli 1865; † 20. November 1936), Landrat des Kreises Ekhartsberga
- Dorothea Elise Henriette Bertha Antonie Erna (* 3. Mai 1871), Stiftsdame in Börstel
- Irmgard Lewine Hedwig Auguste Alma Bertha Anna (* 7. Dezember 1875) ⚭ 1898 Friedrich von Bülow, Regierungspräsidenten im Regierungsbezirk Bromberg
- Ludwig Paul Ernst Hermann (* 22. November 1880), Leutnant

## Ehrungen
Hammerstein-Loxten wurde 1889 zum Ehrenbürger der Stadt Quakenbrück ernannt. Nach ihm wurde die Apfelsorte Minister von Hammerstein benannt. 1911 wurde er von der Tierärztlichen Hochschule Hannover zum Ehrendoktor ernannt.